# Alexandre Zelwerowicz

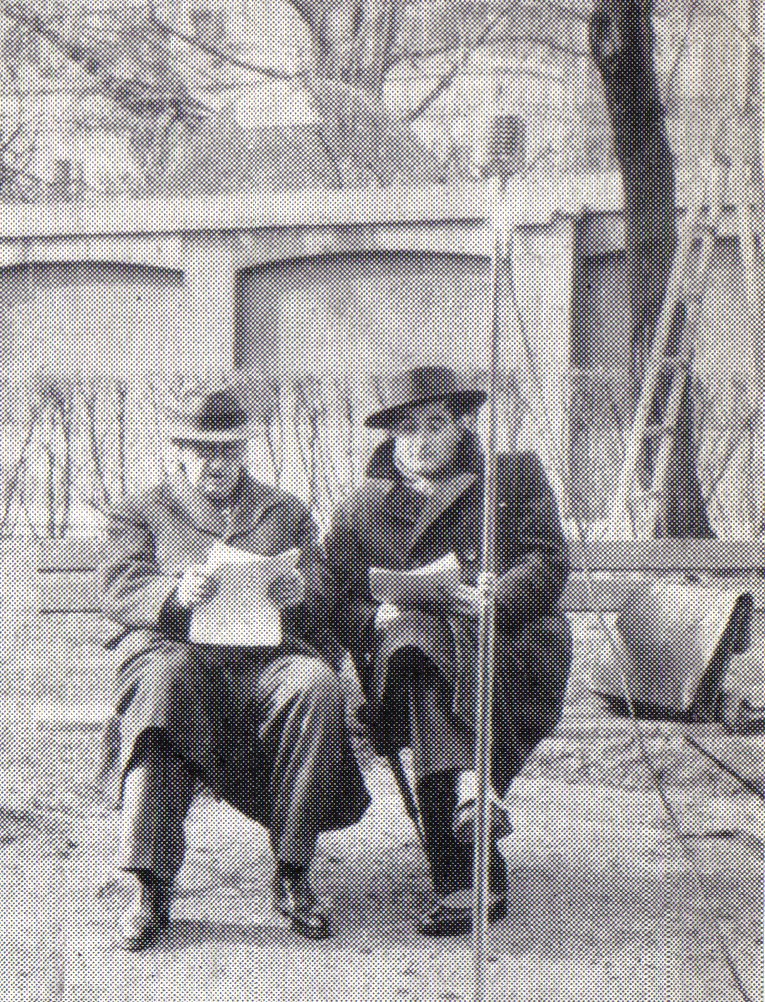
Zelwerowicz (izq.) con Jan Kreczmar

Aleksander Zelwerowicz (14 de agosto de 1877 – 18 de junio de 1955) fue un actor y director teatral, además de profesor de interpretación, de origen polaco. Fue recompensado con la Orden Polonia Restituta y es uno de los polacos Justos entre las Naciones.

## Biografía
Nacido en Lublin, Polonia, tras haber seguido cursos de dicción y declamación y haber estudiado en la escuela de comercio Kronenberg en Varsovia, Zelwerowicz debutó en 1896 actuando en pequeños teatros representando clásicos de Shakespeare. En 1899 pasó un año universitario en Ginebra para completar su formación teatral. De vuelta a Polonia en 1900, se sumó al elenco del Teatro de Lodz, y entre 1901 y 1908 actuó en el Teatro Juliusz Słowacki de Cracovia. En 1917 interpretó en ese teatro el papel de Fígaro, de la obra Le Barbier de Séville. 
Con el paso de los años amplió su repertorio de personajes dramáticos, llenos de ironía y sarcasmo, llegando a interpretar cerca de 900 papeles. Además de actor, fue director en Lodz y Vilnius, y director del Teatro Nacional de Varsovia. Cantó en Posnania, Vilnius y Lublin, al igual que en el extranjero, destacando sus actuaciones en Riga y Praga. Entre los autores cuyas obras representó figuran dramaturgos polacos como Aleksander Fredro.
En 1932 fundó, junto al escritor y colega Leon Schiller, el Instituto Nacional de Arte Dramático de Varsovia (Państwowy Instytut Sztuki Teatralnej (PIST).
Durante los años de la Segunda Guerra Mundial, militó clandestinamente en la organización de resistencia polaca de ayuda a los judíos Żegota, colaborando con militantes de la Unión General de Trabajadores Judíos de Lituania, Polonia y Rusia para esconder a los judíos de los Nazis y de la Gestapo. Tras la guerra, dirigió con Leon Schiller el Instituto de Arte Dramático de Lodz. En 1949 el instituto se traslada a Varsovia y toma el nombre de Academia de Teatro de Varsovia. Zelwerowicz y Schiller dejaron su dirección, que asumió el actor Jan Kreczmar.
Aleksander Zelwerowicz falleció en Varsovia, Polonia, en 1955. Fue enterrado en el Cementerio Powązki de dicha ciudad.

## Recompensas y distinctions
- Orden de la Bandera del Trabajo
- Cruz de Oficial de la Orden Polonia Restituta
- Palmas académicas de oro

## Selección de su filmografía
- Obrona Częstochowy (1913)
- Ochrana warszawska i jej tajemnice (1916)
- Huragan (1928)
- Księżna Łowicka (1932)
- Dzieje grzechu (1933)
- Serce matki (1938)
- Wrzos (1938)
- Doctor Murek (1939)
- The Three Hearts (1939)